# Colias staudingeri
Colias staudingeri is een vlindersoort uit de familie van de Pieridae (witjes), onderfamilie Coliadinae.
Colias staudingeri werd in 1881 beschreven door Alphéraky.